# Loket (dolní jez)
Loket – dolní jez je poslední ze tří jezů na řece Ohři na území města Lokte. Jez má výšku 1,2 m a nachází se na 191,1 km řeky, přibližně 600  metrů po proudu od horního jezu. V levé části jezu je náhon s lávkou, stavidla jezu a přepad malé vodní elektrárny s Kaplanovou turbínou s výkonem 90 kW.
Konstrukce jezu je železobetonová, dělená těsněnými dilatačními spárami do deseti samostatných dilatačních celků s žulovým obkladem přelivné a předprsní plochy. Kóta koruny jezu je 386,30 m n. m.
V roce 2019 proběhla rozsáhlá rekonstrukce jezu. Investorem stavby bylo Povodí Ohře, zhotovitelem Metrostav Praha. Celkové náklady na rekonstrukci činily 64 mil. Kč. 
Byla odstraněna konstrukce starého jezu a na jeho místě byl vybudován nový pevný kamenný jez v původním jezovém profilu o délce 78 m. Po pravé straně jezu byla postavena sportovní propust a vedle ní kartáčový rybí přechod.

## Sjízdnost
Až do rekonstrukce jezu bylo možné za příznivého stavu jez splouvat přes hranu jezu v pravé části, ovšem dosti obtížně, nebo ho vodáci museli přenášet po silnici. V rámci rekonstrukce byla po pravé straně jezu nově postavena sportovní propust, kterou je možné splouvat. Jez je také možné koníčkovat (spouštět loď po provaze) sportovní propustí nebo po spádnici.

## Fotogalerie

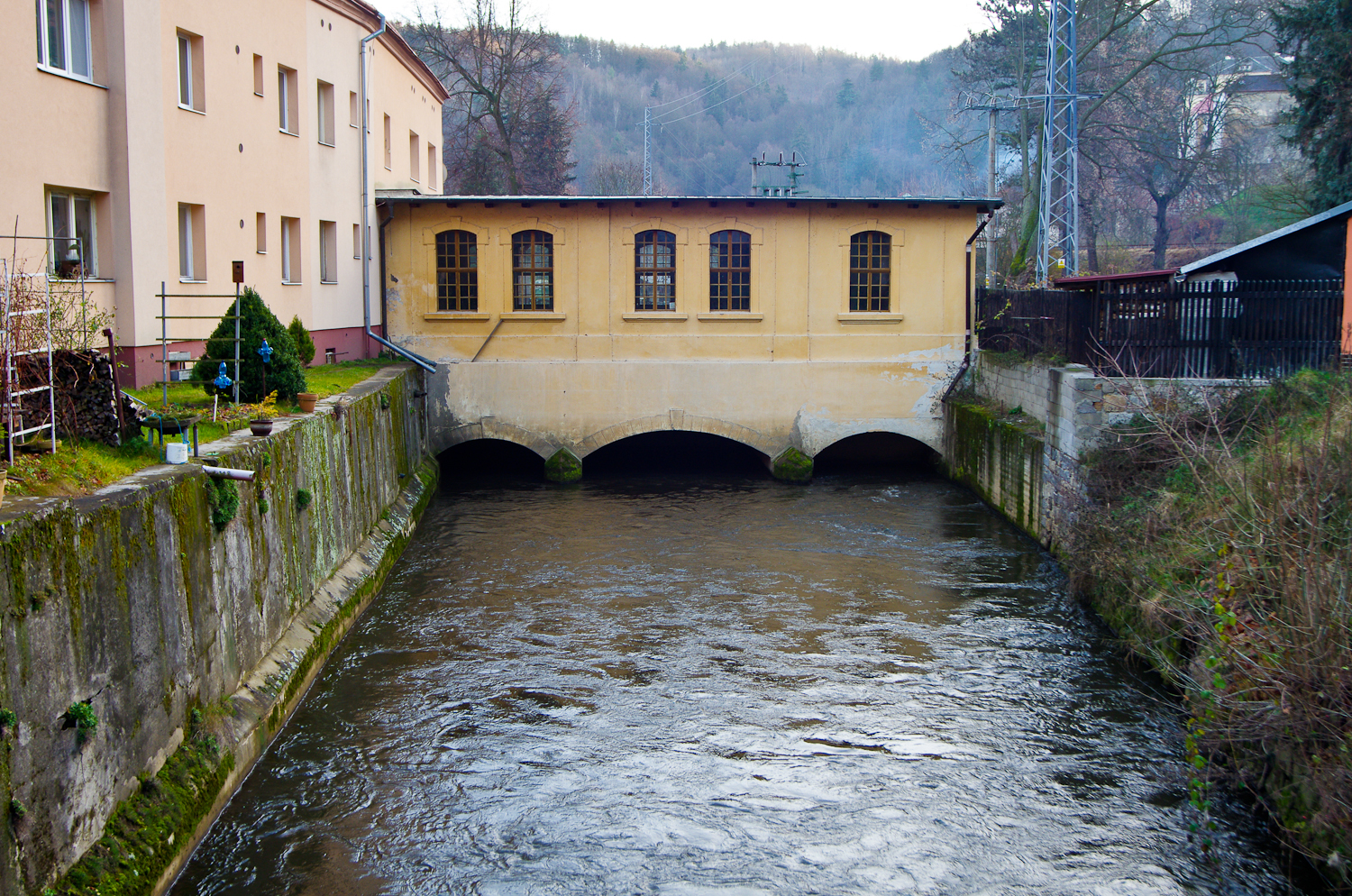
Obtokový kanál elektrárny
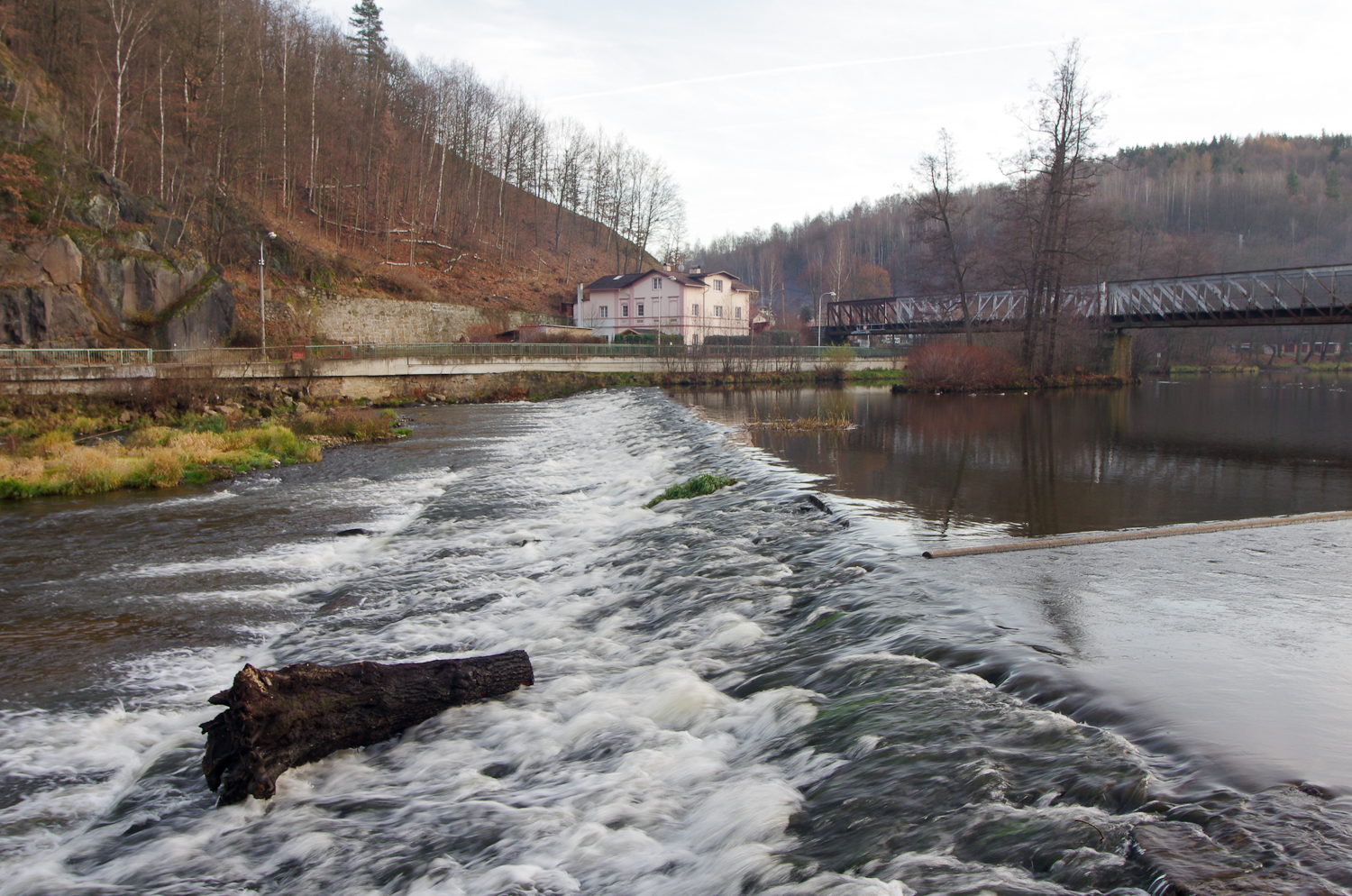
Stav v roce 2013
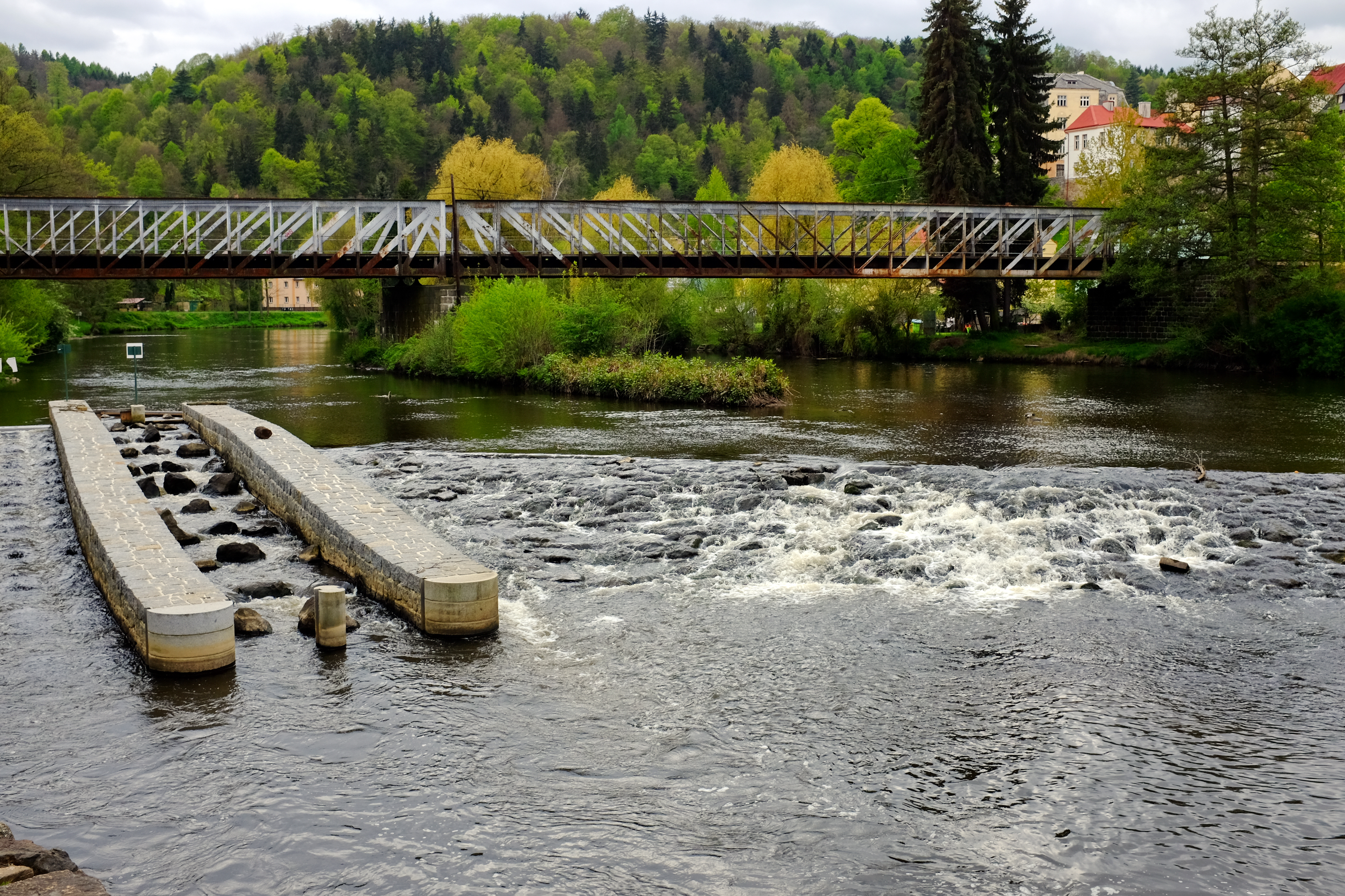
Stav v roce 2017
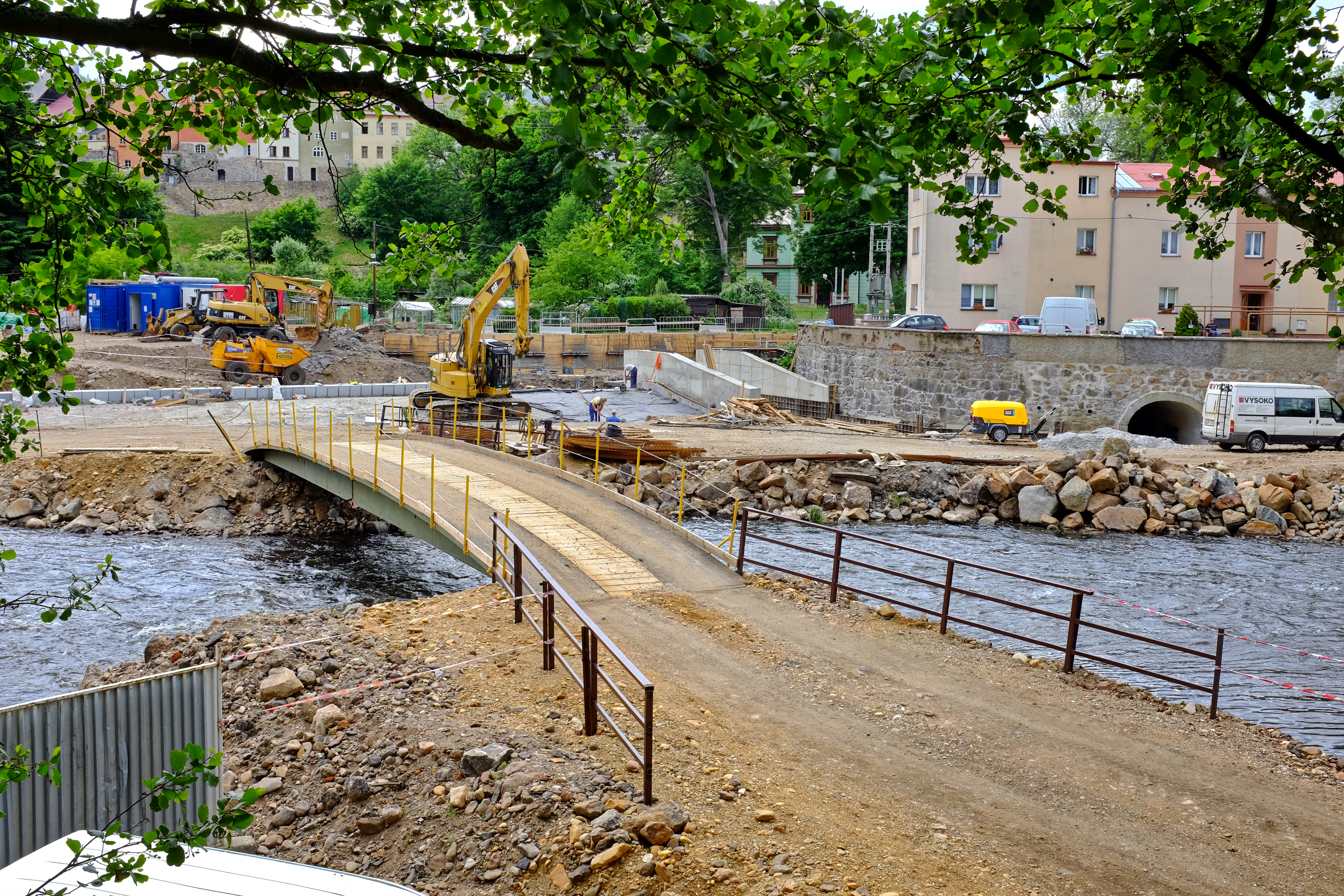
Rekonstrukční práce v červnu 2019
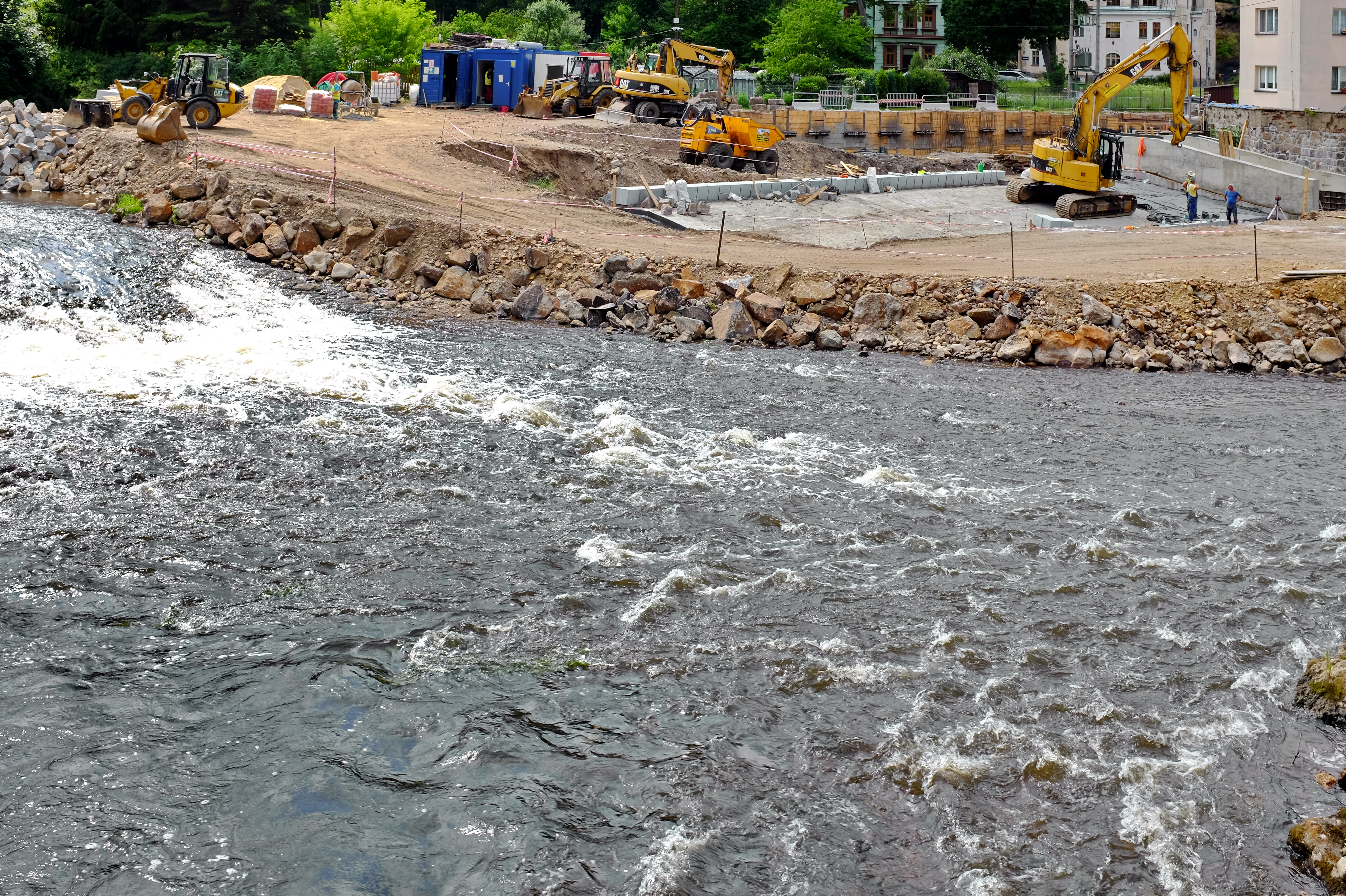
Rekonstrukční práce v červnu 2019